# Jamal Lewis
Jamal Lewis (Atlanta, 26 agosto 1979) è un ex giocatore di football americano statunitense che ha giocato nel ruolo di running back per i Baltimore Ravens e i Cleveland Browns della National Football League. Fu scelto come quinto assoluto del Draft NFL 2000 dai Ravens. Al college ha giocato a football a Tennessee.

## Carriera professionistica

### Baltimore Ravens
Considerato uno dei migliori tailback disponibili nel Draft NFL 2000 insieme a Thomas Jones, Lewis fu scelto come quinto assoluto dai Baltimore Ravens.  Nella sua stagione da rookie, egli corse per oltre 1.300 yard, soppiantando Priest Holmes come running back titolare della squadra. Il 19 novembre, Lewis divenne il più giovane giocatore dal 1960 a superare le 200 yard dalla linea di scrimmage in una partita (21 anni e 82 giorni). Il gioco sulle corse dei Ravens e la loro aggressiva difesa fecero guadagnare ai Ravens il loro primo titolo NFL quando sconfissero i New York Giants nel Super Bowl XXXV. Lewis corse per 103 yard e segnò un touchdown nella partita, diventando solamente il secondo rookie della storia a correre più di 100 yard nel Super Bowl e il più giovane giocatore a segnarvi un touchdown.
Nel 2003, Lewis fu quasi vicino a stabilire un nuovo record NFL correndo 2.066 yard in stagione, guidando la lega. Egli si fermò a sole 39 yard dal record stagionale di tutti i tempi che rimase di Eric Dickerson con 2.105 yards nel 1984. Lewis si unì a Dickerson, Terrell Davis, Barry Sanders e O.J. Simpson nel ristretto gruppo di giocatori capaci di superare le 2.000 yard corse stagionali. In seguito, anche Chris Johnson dei Tennessee Titans nel 2009 e Adrian Peterson nel 2012 superarono le 2.000 yard.
Il 14 settembre 2003, Lewis superò anche il record NFL di Corey Dillon di 278 yard corse, correndone 295 yard contro i Cleveland Browns. Lewis fu premiato come miglior giocatore offensivo della stagione dall'Associated Press. Il record di Lewis resistette fino al 4 novembre 2007, quando Adrian Peterson dei Minnesota Vikings corse 296 yard contro i San Diego Chargers.
Dopo la stagione 2005, i Baltimore Ravens rifiutarono di utilizzare la franchise tag su Lewis, rendendolo un unrestricted free agent dopo il termine della stagione. Questa mossa apparve a molti come una formalità nel permettere a Lewis di trasferirsi ad un'altra squadra. Le speculazioni popolari accusarono Lewis di aver diminuito drasticamente le proprie prestazioni dopo la stagione 2003. Lewis stesso durante la stagione 2005 espresse il suo disappunto per non essere stato in grado di raggiungere un accordo a lungo termine con la franchigia. Malgrado queste premesse, i Ravens rifirmarono Lewis lunedì 13 marzo 2006 con un accordo quadriennale, pur avendo nel frattempo firmato l'ex running back dei Denver Broncos Mike Anderson, che si credette essere il sostituto di Lewis. Il 19 novembre 2006 Lewis corse il primato stagionale di 3 touchdown contro gli Atlanta Falcons. Egli terminò la stagione con 1.132 yards e 9 touchdown. Il 28 febbraio 2007, i Ravens annunciarono il rilascio di Lewis. Ad ogni modo, il general manager Ozzie Newsome affermò che i Ravens contavano ancora di ri-firmarlo. Tali speranze vennero deluse il 7 marzo 2007 quando Lewis firmò un contratto coi Cleveland Browns.

### Cleveland Browns
Dopo essersi unito ai Browns, Lewis divenne il running back titolare. Giocò la prima stagione da oltre 1.300 yard dal 2003 nella sua prima annata a Cleveland, terminando con 1.304 yard e 9 touchdown.
L'8 novembre 2008, il giornale The Plain Dealer riportò che Lewis fosse insoddisfatto delle prestazioni dei compagni di squadra dei Browns nella recente sconfitta contro i Denver Broncos. Lewis affermò: "Questa è l'NFL, non puoi arrenderti prima che la gara sia terminata." Lewis aggiunse continuando: "mi sembra che qualcuno abbia gettato la spugna prima del dovuto. Denver era in svantaggio ma non si è arresa. Sono rimasti concentrati ed hanno terminato la gara. Noi non l'abbiamo fatto per due settimane consecutive, in casa." Senza fare nomi, Lewis disse: "Alcune persone hanno bisogno di controllare il proprio ego e dimostrare un po' di cuore giocando con impegno. Questo è un gioco da uomini. Il modo con cui abbiamo giocato nelle ultime due settimane non lo è stato. Penso che qui ci sia qualcuno che debba farsi un esame di coscienza. Questo è tutto."
Il 2 novembre 2009, Lewis annunciò il ritiro alla fine della stagione. Verso la fine della stagione 2009, Lewis fu posto in lista infortunati, terminando la sua annata. Il 17 febbraio 2010, i Browns lo svincolarono.

## Palmarès
- Super Bowl : 1 Vincitore del Super Bowl XXXV
- Pro Bowl (2003)
- All-Pro (2003)
- Miglior giocatore offensivo dell'anno della NFL (2003)
- PFWA All-Rookie Team - 2000
- Formazione ideale della NFL degli anni 2000
- Club delle 2.000 yard corse in una stagione
- Club delle 10.000 yard corse

## Statistiche
Statistiche sulle corse
| Anno     | Squadra          | Gare | Ten   | Yard   | Media | TD |
| -------- | ---------------- | ---- | ----- | ------ | ----- | -- |
| 2000     | Baltimore Ravens | 16   | 309   | 1,364  | 4.4   | 6  |
| 2002     | Baltimore Ravens | 16   | 308   | 1,327  | 4.3   | 6  |
| 2003     | Baltimore Ravens | 16   | 387   | 2,066  | 5.3   | 14 |
| 2004     | Baltimore Ravens | 12   | 235   | 1,006  | 4.3   | 7  |
| 2005     | Baltimore Ravens | 15   | 269   | 906    | 3.4   | 3  |
| 2006     | Baltimore Ravens | 16   | 314   | 1,132  | 3.6   | 9  |
| 2007     | Cleveland Browns | 15   | 298   | 1,304  | 4.4   | 9  |
| 2008     | Cleveland Browns | 16   | 279   | 1,002  | 3.6   | 4  |
| 2009     | Cleveland Browns | 9    | 143   | 500    | 3.5   | 0  |
| Carriera |                  | 131  | 2,542 | 10,607 | 4.2   | 58 |